# Europejski długodystansowy szlak pieszy E9

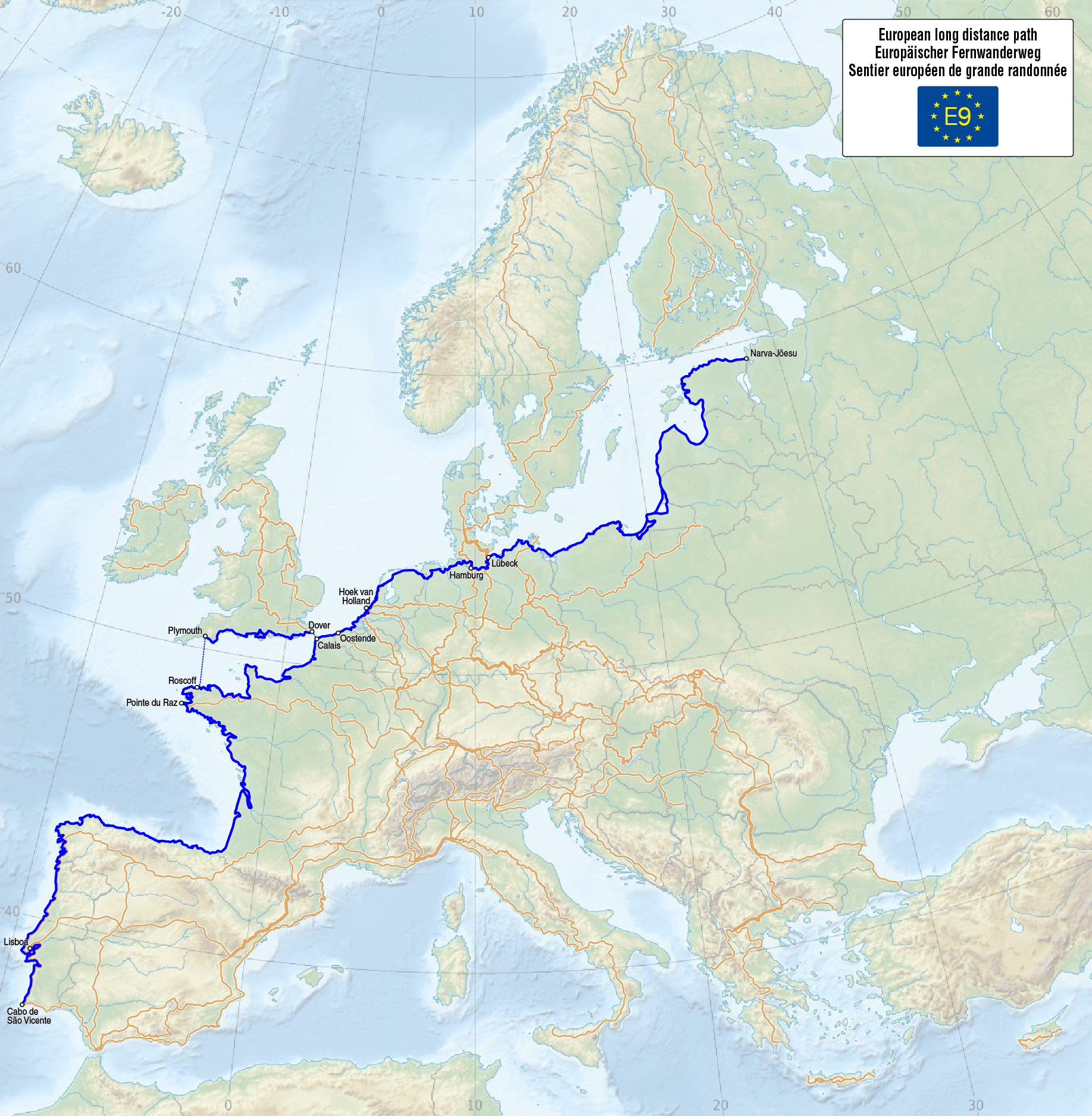
Mapa szlaku E9

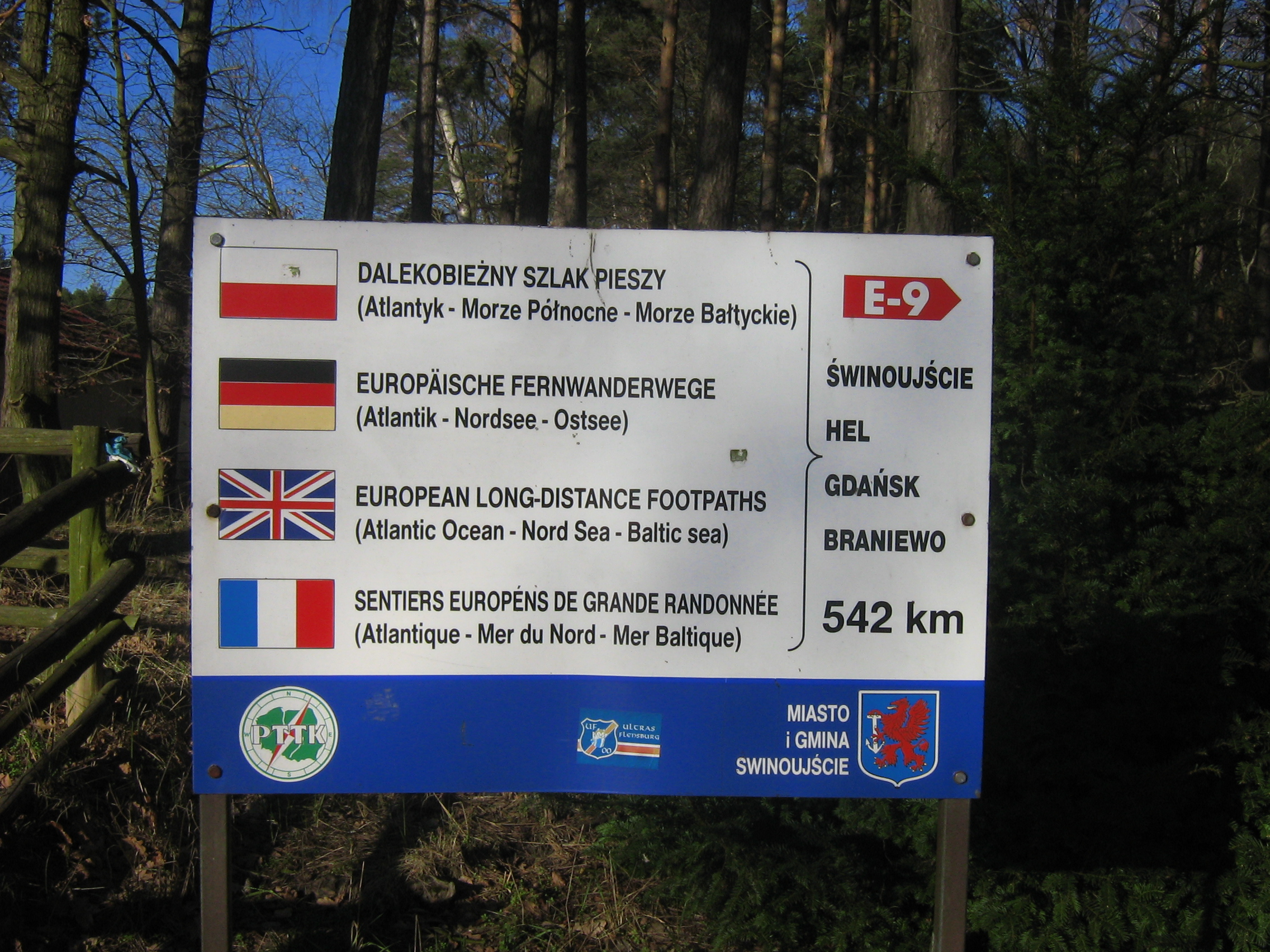
Początek polskiego odcinka dalekobieżnego szlaku pieszego w Świnoujściu

Europejski długodystansowy szlak pieszy oznaczony symbolem E9 jest znakowanym szlakiem turystycznym, jednym z 11 europejskich szlaków wędrówkowych. Długość szlaku wynosi około 4500 km, z czego 706,1 km w Polsce.

## Przebieg szlaku
Przybliżony przebieg: Hiszpania (Przylądek Marroquí) – Portugalia (Przylądek Świętego Wincentego) – Hiszpania – Francja – Anglia – Belgia – Holandia – Niemcy – Polska – Estonia

### Przebieg szlaku w Polsce
E9 rozpoczyna ciąg w Polsce trasą Szlaku Nadmorskiego, który pokonuje w całości.
Województwo zachodniopomorskie
- Granica Polska – Niemcy 0 km
- Świnoujście
- Międzyzdroje
- Latarnia Morska Kikut
- Dziwnów
- Dziwnówek
- Łukęcin
- Pobierowo
- Pustkowo
- Trzęsacz
- Rewal
- Niechorze (Latarnia Morska Niechorze)
- Lędzin
- Trzebiatów
- Mrzeżyno
- Dźwirzyno
- Kołobrzeg
- Ustronie Morskie
- Gąski (Latarnia Morska Gąski)
- Chłopy
- Mielno
- Darłowo
- Darłówko (Latarnia Morska Darłowo)
- Jarosławiec (Latarnia Morska Jarosławiec)

Województwo pomorskie
- Ustka (Latarnia Morska Ustka)
- Rowy
- Łeba 361,7 km
- Osetnik (Latarnia Morska Stilo) 380,6 km
- Żarnowiec 413,1 km

Od Żarnowca E9 kontynuuje ciąg na odcinku zielonego szlaku Puszczy Darżlubskiej do Krokowej.
- Krokowa 421,2 km

Od Krokowej E9 kontynuuje ciąg szlakiem niebieskim Nadmorskim-Zatokowym.
- Ostrowo 431,5 km
- Rozewie (Latarnia Morska Rozewie) 441,3 km
- Władysławowo 449,3 km

Od Władysławowa E9 kontynuuje ciąg szlakiem żółtym Swarzewskim który pokonuje w całości.
- Puck 461,2 km

Od Pucka E9 kontynuuje ciąg szlakiem niebieskim Krawędzi Kępy Puckiej który pokonuje w całości do Wejherowa, oddalając się od Bałtyku.
- Rzucewo (Zamek Rzucewo) 468,7 km
- Wejherowo 494,4 km

Od Wejherowa E9 kontynuuje ciąg na odcinku szlaku czarnego Zagórskiej Strugi do Rzeki Kaczej.
- Rzeka Kacza 542,8 km

W Kaczej E9 kontynuuje ciąg na odcinku żółtego szlaku Trójmiejskiego będącego najważniejszym szlakiem w regionie. UWAGA! W przypadku przegapienia zejścia na żółty szlak najlepiej jest kontynuować wędrówkę do przystanku kolejowego Gdynia Wzgórze Św. Maksymiliana (około 7,6km). Następnie należy kierować się na północ do stacji kolejowej Gdynia Główna (około 1,5 km), skąd możemy rozpocząć wędrówkę szlakiem żółtym który wcześniej przeoczyliśmy.
- Gdańsk 579,6 km

W Gdańsku szlak E9 kontynuuje trasę za pomocą czerwonego Szlaku Fortyfikacji Nadmorskich z dzielnicy Stogi do Górek Zachodnich, a następnie po drugiej stronie Wisły Śmiałej przemierza zielonym szlakiem Wyspy Sobieszewskiej odcinek z Górek Wschodnich do Świbna.  W celu dotarcia do miejsc krańcowych szlaków najlepiej skorzystać z komunikacji miejskiej.
W Świbnie przeprawą promową  (dostępną od 01.03 do 30.11) przekraczamy przekop Wisły do Mikoszewa. W przypadku gdy prom nie funkcjonuje udajemy się na południe w poszukiwaniu najbliższego mostu, który znajduje się na wysokości Kiezmarka. Inna możliwość to powrót autobusem miejskim do Gdańska i wyruszenie autobusem PKS do Mikoszewa.
Od Mikoszewa E9 kontynuuje ciąg na odcinku szlaku żółtego Jantarowego do Krynicy Morskiej.
Krynica Morska 641,8 km
W Krynicy Morskiej wsiadamy do wodolotu lub statku i płyniemy do portu w Elblągu. W Elblągu E9 kontynuuje ciąg na odcinku szlaku czerwonego Kopernikowskiego poprzez Frombork do Braniewa, gdzie kontynuujemy podróż poprzez Rosję do Estonii.
Braniewo 706,1 km
Przejście graniczne z Rosją.